# Godzilla against Mechagodzilla
Godzilla against Mechagodzilla (jap. ゴジラXメカゴジラ, Gojira X Mekagojira, dt. „Godzilla X Mechagodzilla“) ist ein japanischer Monsterfilm (Kaijū Eiga) aus dem Jahr 2002 und der 26. Godzilla-Film. Regie führte Masaaki Tezuka. Wie seine Vorgänger spielt dieser Godzilla ebenso in einer anderen Zeitlinie und ignoriert die vorherigen Filme.

## Handlung
Japan 1999: Aufgrund eines Taifuns ist die Armee in die Stadt Tateyama unterwegs, um dort die Bewohner zu evakuieren. Doch nicht nur der Taifun, sondern auch ein zweiter Godzilla taucht auf und richtet in Tateyama schwere Verwüstungen an. Die Armee setzt Maser-Panzer ein, zu deren Einheit auch die junge Soldatin Akane gehört. Doch ein Angriff auf Godzilla scheitert aufgrund des Regens, der die Wirkung des Masers verringert. Bei einer Panikreaktion kommt es zu einem Unfall, in dem Akane ein Armeefahrzeug über einen Hang stößt. Dabei kommen die Insassen ums Leben, als Godzilla den Wagen zerquetscht.
Akane, die sich aufgrund der von ihr verursachten Todesfälle vor einem Kontrollausschuss der Armee stellen muss, übernimmt die Verantwortung und wird ins Archiv versetzt. Währenddessen versucht die Regierung Mittel und Wege zu finden, um Godzilla aufzuhalten. Dazu lädt sie einige Wissenschaftler, darunter den Gentechnologen Tokumitsu Yuhara, in eine entlegene Basis ein, wo zu ihrem Schrecken das Skelett des ersten Godzilla, der 1954 mithilfe des Oxygenzerstörers getötet wurde, in einem riesigen Becken liegt. Der Plan der Regierung in Zusammenarbeit mit der Armee sieht vor, aus der DNA und dem Skelett des ersten Godzillas einen riesigen Kampfroboter zu bauen. Doch Yuhara lehnt dies ab.
Die Regierungsbeamten lassen aber nicht locker und schaffen es, Yuhara doch noch zu überzeugen, als sie ihm im Vertrag eine spezielle Klausel für seine Tochter anbieten. In den nächsten drei Jahren wird an dem Projekt gearbeitet. 2002 wird, zeitgleich zur Amtseinführung von Hayato Igarashi als neuer Premierminister von Japan, ein Mechagodzilla mit dem Codenamen Kiryū (機龍, „Maschinendrache“) fertiggestellt.
Für Kiryū wird innerhalb der Armee eine Spezialeinheit aufgestellt, zu der auch Akane in den aktiven Dienst zurückbeordert wird. Ebenfalls befindet sich mit Hayame ein Bruder eines der getöteten Soldaten bei Akanas Unfall in der Einheit, der ihr bis heute nicht verziehen hat. Dennoch verbleibt sie in der Einheit. Bei einer Präsentation werden der Öffentlichkeit die Funktionen von Kiryū gezeigt, der von drei speziellen Flugzeugen aus ferngesteuert wird. Seine stärkste Waffe ist die Absolute-Zero-Kanone, eine Waffe, die Moleküle so sehr einfriert, dass alles, was es trifft, in sich zusammenfällt.
Während der Präsentation taucht Godzilla jedoch wieder auf und bedroht Yokohama. Sofort wird die Veranstaltung abgebrochen und Kiryū einsatzbereit gemacht. Kiryū greift erfolglos mit Raketen und Marschflugkörpern an, die bei Godzilla jedoch nicht wirken. Erst die Maserkanone kann ihm Schaden zufügen. Während Akane die Vorbereitung für Absolute Zero trifft, brüllt Godzilla so laut, dass er die DNA-Struktur in Kiryū so stark beeinflusst, dass dieser sich gegen seine Schöpfer richtet. Godzilla flieht, doch Kiryū greift stattdessen Yokohama an und verwüstet große Teile der Stadt, bis sein Energiespeicher erschöpft ist.
Kiryū wird zu Reparaturzwecken und zur Fehleranalyse in das Dock zurückgeschafft, während Premierminister Igarashi aufgrund seines Vorantreibens des Kiryū-Projekts vor seinem politischen Aus steht. Yuhara entdeckt den Fehler und schlägt vor, die DNA des ersten Godzilla gegen konjugierte DNA auszutauschen, um so zu verhindern, dass Godzilla ihn erneut beeinflussen kann. Doch das Projekt wird auf Eis gelegt. Auch in der Kiryū-Einheit gibt es Probleme wegen der Differenzen zwischen Akane und Hayame, dessen Flugzeug beim Kiryū-Angriff abstürzte. Er erträgt es nicht, dass sie ihm das Leben gerettet hat. Doch der Anführer Lt. Togashi sowie der Rest der Einheit ergreift Partei für Akane.
Währenddessen ist Godzilla wieder auf dem Weg nach Japan und bedroht Tokio. Der Einsatz von konventionellen Waffen wie Raketen oder Panzer kann ihn jedoch nicht aufhalten und so bahnt er sich einen Weg in den Tokioter Stadtbezirk Shinagawa. Premierminister Igarashi zögert aber mit dem erneuten Einsatz von Kiryū, so dass Lt. Togashi bei ihm persönlich um den Einsatzbefehl bittet, welcher ihm letztendlich auch gewährt wird. So wird Kiryū einsatzbereit gemacht und Akane und die Einheit machen sich auf. Jedoch ist Godzilla kurz davor, mit seinen Hitzestrahlen ein Krankenhaus zu zerstören, so dass Akane sich aus Zeitgründen für die Abkopplung aus der Luft entscheidet und so Kiryū dazu bringt, Godzilla im Flug zu rammen und so das Krankenhaus und damit viele Leben zu retten.
Der Kampf ist allerdings damit im vollen Gange. Kiryū und Godzilla sind einander ebenbürtig und die Schlacht findet kein Ende. Jedoch wird Shinagawa zerstört. Als Akane die Absolute Zero einsetzen will, kontert Godzilla mit seinem Hitzestrahl und kann somit Kiryū gefechtsunfähig machen, da dieser aufgrund des missglückten Absolute-Zero-Angriffs keine Energie mehr hat. Godzilla droht zu gewinnen, da auch die Maserpanzer nichts ausrichten können. Die Wissenschaftler wollen daher Kiryū mithilfe von Mikrowellen mit neuer Energie speisen, jedoch ist die Fernsteuerung beschädigt.
Akane entscheidet sich eigenmächtig und trotz der Gefahr durch ionisierende Strahlung für einen Einstieg in Kiryū, um ihn manuell zu steuern, was ihr trotz aller Umstände auch gelingt. Sie kann die manuelle Steuerung in Gang setzen und somit den Empfang der Mikrowellen zur Regeneration von Kiryūs Energievorräten aktivieren. Auch wenn in der gesamten Kantō-Region der Strom ausfällt, so kann Kiryū den geschwächten Godzilla aufhalten. Er klammert sich an den Saurier, fliegt mit ihm aufs offene Meer, wo Akane Absolute Zero aktiviert.
Das Wasser um die Stelle, in der Godzilla und Kiryū versinken, wird zu Eis. Godzilla scheint besiegt, doch er kann den Eisberg sprengen und sich befreien. Jedoch hat er vom Angriff eine schwere Verletzung auf der Brust davongetragen und zieht sich daraufhin zurück. Auch Kiryū hat schwere Schäden an der Absolute-Zero-Kanone sowie dem linken Arm, der vollständig abgetrennt ist. Akane schaut dem sich zurückziehenden Godzilla hinterher.

## Hintergrund
Sowohl in den USA als auch in Deutschland wurde der Film direkt auf DVD veröffentlicht. In Deutschland wurde der Film am 25. August 2006 von der Firma Splendid Entertainment herausgebracht.
Der japanische Baseball-Profi Hideki Matsui, der interessanterweise den Spitznamen Godzilla trägt, hatte hier einen Cameoauftritt und spielte sich selber, als er mit einer Jugendmannschaft auf dem Platz stand, über das Kiryū schwebte.
In dem Film wurden mehrere Szenen aus älteren Tōhō-Filmen gezeigt. Darunter zählen der erste Godzilla aus dem Jahr 1954, der erste Mothra aus dem Jahr 1961 und der 1966 erschienene Frankenstein – Zweikampf der Giganten.
Der Roboter wurde während des ganzen Films nur dreimal als Mechagodzilla bezeichnet, ansonsten hieß er stets Kiryū.

## Rezeption
Für die Dreharbeiten stand dem Film ein Budget von ca. einer Milliarde Yen (umgerechnet ca. 8,6 Millionen €) zur Verfügung. Er wurde am 2. November 2002 bei den Tokio International Film Festivals uraufgeführt und kam ab dem 14. Dezember 2002 in die japanischen Kinos. Der Film spielte 1,91 Milliarden Yen (umgerechnet 16,2 Millionen €) ein und hatte 1,7 Millionen Besucher.
Das Lexikon des internationalen Films urteilte, bei dem Film handle es sich um eine „[i]deenarme Zerstörungsorgie“. Sie falle „allenfalls durch die Dominanz weiblicher Entscheidungsträger aus dem Rahmen“.
Beim Publikum kam der Film positiv an. So bewertete das Publikum den Film zu 70 Prozent positiv.